# Lista postaci serialu Herosi
Poniżej znajdują się opisy postaci występujące w serialu telewizyjnym Herosi.
| Aktor/ka           | Postać          | Sezon        | Sezon        | Sezon        | Sezon     | Sezon        |
| Aktor/ka           | Postać          | 1            | 2            | 3            | 4         | Odrodzenie   |
| ------------------ | --------------- | ------------ | ------------ | ------------ | --------- | ------------ |
| Jack Coleman       | Noah Bennet     | Główna       | Główna       | Główna       | Główna    | Główna       |
| Noah Gray-Cabey    | Micah Sanders   | Główna       | Główna       | Drugoplanowa |           | Gościnnie    |
| Greg Grunberg      | Matt Parkman    | Główna       | Główna       | Główna       | Główna    | Drugoplanowa |
| Masi Oka           | Hiro Nakamura   | Główna       | Główna       | Główna       | Główna    | Drugoplanowa |
| Sendhil Ramamurthy | Mohinder Suresh | Główna       | Główna       | Główna       | Główna    | Gościnnie    |
| Cristine Rose      | Angela Petrelli | Drugoplanowa | Drugoplanowa | Główna       | Główna    | Gościnnie    |
| Hayden Panettiere  | Claire Bennet   | Główna       | Główna       | Główna       | Główna    |              |
| Milo Ventimiglia   | Peter Petrelli  | Główna       | Główna       | Główna       | Główna    |              |
| Adrian Pasdar      | Nathan Petrelli | Główna       | Główna       | Główna       | Główna    |              |
| Ali Larter         | Niki Sanders    | Główna       | Główna       | Gościnnie    |           |              |
| Santiago Cabrera   | Isaac Mendez    | Główna       |              |              | Gościnnie |              |
| Tawny Cypress      | Simone Deveaux  | Główna       |              |              |           |              |
| Leonard Roberts    | D.L. Hawkins    | Główna       | Gościnnie    |              |           |              |
| James Kyson Lee    | Ando Masahashi  | Drugoplanowa | Główna       | Główna       | Główna    |              |
| Zachary Quinto     | Sylar           | Drugoplanowa | Główna       |              |           |              |
| David Anders       | Adam Monroe     |              | Główna       | Gościnnie    | Gościnnie |              |
| Kristen Bell       | Elle Bishop     |              | Główna       | Gościnnie    | Gościnnie |              |
| Dania Ramirez      | Maya Herrera    |              | Główna       | Główna       |           |              |
| Dana Davis         | Monica Dawson   |              | Główna       |              |           |              |
| Ali Larter         | Tracy Strauss   |              |              | Główna       | Główna    |              |
| Robert Knepper     | Samuel Sullivan |              |              |              | Główna    |              |

## Główna obsada
- Jack Coleman jako Noah Bennet, przybrany ojciec Claire, którego znakiem rozpoznawczym są rogowe okulary. Nie posiada żadnych nadludzkich zdolności. Jest jednym z pracowników Firmy.
- Noah Gray-Cabey jako Micah Sanders, niezwykle zaradny, 10-letni syn Nikki i D.L.'a. Mieszka razem z matką w Nevadzie. Jego mocą jest oddziaływanie na przedmioty elektryczne.
- Greg Grunberg jako Matt Parkman, policjant z aspiracjami na detektywa mieszkający w Los Angeles. Jego zdolnością jest telepatia. Ma żonę Janice, z którą ma trudną relację.
- Masi Oka jako Hiro Nakamura, Japończyk z Tokio, pracujący jako programista w firmie swego ojca. Hiro ma za zadanie w przyszłości odziedziczyć rodzinną firmę, lecz wierzy, że ma inną misję do wykonania. Jego mocą jest teleportacja i manipulacja czasem, a jego najlepszym przyjacielem jest Ando Masahashi. Jest synem jednego z założycieli Firmy.
- Sendhil Ramamurthy jako Mohinder Suresh, genetyk, syn zabitego przez Sylara Chandry Suresha. Nie umie się pogodzić z jego śmiercią, szuka więc odpowiedzi na pytania postawione przez ojca, w które jednak zawsze powątpiewał. Jego krew jest antidotum na wirus o nazwie Shanti.
- Cristine Rose jako Angela Petrelli, żona Arthura, matka Nathana i Petera oraz biologiczna babcia Claire Bennet. Ma zdolność prekognicji przez prorocze sny, co jednak nie zostaje ujawnione aż do trzeciego sezonu. Angela jest jednym z dwunastu założycieli Firmy.
- Hayden Panettiere jako Claire Bennet, szesnastoletnia cheerleaderka z liceum Union Wells mieszkająca w Odessie, w Teksasie. Jej mocą jest samoregeneracja tkanek. Jest adoptowaną córką Sandry i Noah Bennet, ma także brata Lyle'a, choć jej biologicznymi rodzicami są Meredith Gordon i Nathan Petrelli.
- Milo Ventimiglia jako Peter Petrelli, pielęgniarz z Nowego Jorku, którego dręczą sny, w których lata. Jego zdolnością jest naśladowanie zdolności innych. Jest człowiekiem wrażliwym i troskliwym, wierzy, że jest stworzony do wielkich rzeczy. Nie bacząc na niebezpieczeństwo gotów jest wypełnić swoje przeznaczenie, od czego często odwodzi go racjonalny brat Nathan. Jest synem Angeli i Arthura Petrellich oraz wujkiem Claire Bennet.
- Adrian Pasdar jako Nathan Petrelli, kandydujący do kongresu brat Petera. W przeciwieństwie do brata cechuje go racjonalizm, który nakazuje mu odrzucać nadnaturalne zdolności. Potrafi latać. Jest żonaty z Heidi, z którą ma dwóch synów: Simona i Monty’ego. Jego nieślubną córką jest Claire Bennet, której matką jest Meredith Gordon.
- Ali Larter jako Nikki Sanders, 33-latka pochodząca z Las Vegas w Nevadzie. Ma podwójną osobowość (alter ego Jessicę) oraz nadludzką siłę. Jest żoną D.L. Hawkinsa i matką Micah.
- Santiago Cabrera jako Isaac Mendez, malarz z Nowego Jorku. Jego zdolnością jest prekognicja – potrafi (początkowo tylko w narkotycznym transie) malować przyszłość. Jest autorem komiksu 9th Wonders!, który opowiada o innych bohaterach pojawiających się w serialu.
- Tawny Cypress jako Simone Deveaux, początkowo dziewczyna Isaaka. Prowadzi galerię, w której sprzedaje jego obrazy. W niedługim czasie rzuca go z powodu jego uzależnienia.
- Leonard Roberts jako D. L. Hawkins, mąż Nikki Sanders i ojciec Micah. Zbiegły więzień, który jednak nie popełnił zbrodni za którą trafił do więzienia. Potrafi przenikać przez przedmioty, zarówno organiczne jak i nieorganiczne.
- James Kyson Lee jako Ando Masahashi, programista w firmie Yamagato Industries, przyjaciel i towarzysz Hiro Nakamury, któremu pomaga ratować świat. Nie posiada wyjątkowych zdolności.
- Zachary Quinto jako Sylar, który naprawdę nazywa się Gabriel Gray. Posiada nieodpartą żądzę zdobywania wiedzy o działaniu osób posiadających moc. Rozcina głowę osoby, która go zaciekawiła, by sprawdzić w jaki sposób pracuje i tym samym posiąść nowe umiejętności.
- David Anders jako Adam Monroe, ma tak dobrze rozwinięte zdolności regeneracji, że uczyniły go one nieśmiertelnym. Fundator Firmy.
- Kristen Bell jako Elle Bishop, 24-latka pochodząca z Toledo w Ohio. Potrafi tworzyć, kontrolować i absorbować pole elektryczne. Jest agentką Firmy i córką Boba Bishopa, obecnego jej dyrektora.
- Dania Ramírez jako Maya Herrera, młoda dziewczyna poszukiwana za masowe morderstwo, które popełniła niechcący – nie potrafi panować nad swoją zdolnością, która w chwilach strachu zabija wszystkich w pobliżu. Razem z bratem Alejandro próbuje przedostać się do USA, gdzie chce spotkać się z doktorem Chandrą Sureshem, by pomógł jej zrozumieć jej zdolności.
- Dana Davis jako Monica Dawson, siostrzenica D. L.'a i starsza kuzynka Micah mieszkająca w Nowym Orleanie w stanie Luizjana. Jej zdolnością jest adaptacyjna pamięć mięśniowa – potrafi zapamiętać i wykorzystać każdą akcję fizyczną, którą wcześniej zobaczyła, na przykład w telewizji. Pracuje w restauracji.
- Ali Larter jako Tracy Strauss, bliźniacza siostra Nikki Sanders. Utrzymuje bliższe stosunki z Nathanem Petrellim, który uratował jej życie. Jej zdolnością jest zamrażanie.
- Robert Knepper jako Samuel Sullivan,

## Postaci drugoplanowe

### Występujące od sezonu pierwszego
- Jimmy Jean-Louis jako Haitańczyk, partner Benneta w Firmie. Ma na imię Rene. Udaje niemowę. Jego zdolnością jest wymazywanie innym pamięci oraz blokowanie nadprzyrodzonych zdolności innych ludzi.
- Matthew John Armstrong jako Theodore „Ted” Sprague, oskarżony o zabójstwo żony oraz o zabójstwo i spalenie mieszkania lekarza, który ją leczył. Tak naprawdę były to nieszczęśliwe wypadki, ponieważ nie potrafi kontrolować dobrze swoich zdolności – jest radioaktywny. Nie jest przekonany co do naturalności swoich mocy. Szuka zemsty na Firmie, widząc w niej przyczynę swoich nieszczęść.
- Christopher Eccleston jako Claude Rains, były pracownik Firmy, w której był partnerem Noah Benneta. Ma moc niewidzialności. Uczy Petera panować nad jego zdolnościami na jego własną prośbę.
- Jayma Mays jako Charlie Andrews, kelnerka, w której zakochuje się Hiro. Chora na nowotwór mózgu. Zapamiętuje wszystko, co przeczyta.
- Nora Zehetner jako Eden McCain, ściągnięta z przestępczej ścieżki przez Noah Benneta, jego podwładna. Jej zdolnością jest perswazja.
- Malcolm McDowell jako Daniel Linderman, posiadający moc uzdrawiania biznesmen, fundator firmy Linderman Corp. i właściciel jednego z kasyn w Las Vegas. Nikki Sanders jest mu winna pieniądze, z czego on sam skrzętnie korzysta, zatrudniając jej alter ego do pracy.
- Jessalyn Gilsig jako Meredith Gordon, mająca zdolność do wytwarzania i kontrolowania ognia, oraz odporność na wszelkie obrażenia od tego żywiołu. Prawdziwa matka Claire Bennet. Próbuje zataić, kim jest ojciec cheerleaderki i przy okazji wyłudzić od niego pieniądze.
- Richard Roundtree jako Charles Deveaux, ojciec Simone.
- Tina Lifford jako Paulette Hawkins, matka D.L.'a
- Javin Reid jako Sanjog Iyer
- George Takei oraz Eijiro Ozaki jako Kaito Nakamura, ojciec Hiro, jeden z założycieli Firmy.
- David Berman jako Brian Davis
- Ethan Cohn jako Zane Taylor
- Adair Tishler jako Molly Walker, dziewczynka, która ma zdolność do znalezienia każdej dowolnej osoby na świecie. Początkowo atut Firmy, zostaje potem wychowana wspólnie przez Mohindera i Matta.
- Rusty Schwimmer jako Dale Smither, mechanik, która ma bardzo wyostrzony słuch.
- Missy Peregrym jako Candice Wilmer, agentka Firmy, która potrafi tworzyć iluzje.

### Występujące od sezonu drugiego
- Stephen Tobolowsky jako Robert „Bob” Bishop, jeden z zarządców Firmy. Jest ojcem Elle Bishop. Jego zdolnością jest transmutacja metali w złoto.
- Shalim Ortiz jako Alejandro Herrera, brat bliźniak Mayi, który pomaga jej przedostać się do USA. Alejandro jest antidotum przeciw wirusowi, którego wytwarza jego siostra – potrafi wstrzymać i cofnąć jego działanie.
- Alan Blumenfeld jako Maury Parkman, ojciec Matta, telepata. Jeden z założycieli Firmy.
- Joanna Cassidy oraz Jaime Ray Newman jako Victoria Pratt, jedna z założycieli Firmy. Inżynier biologiczny.
- Nick D’Agosto jako West Rosen, zaprzyjaźnia się z Claire, po tym jak przenosi się ona do nowej szkoły. Potrafi latać.

### Występujące od sezonu trzeciego
- Brea Grant jako Daphne Millbrook, superszybka biegaczka. Pracuje dla Artura Petrellego i uważa się za złoczyńcę. Nie wie, że Matt Parkman miał sen o ich wspólnej przyszłości. Pod jego wpływem pomaga przeciwnikom swojego pracodawcy.
- Robert Forster jako Arthur Petrelli, mąż Angeli, ojciec Nathana, Petera oraz biologiczny dziadek Claire Bennet. Ma moc odbierania mocy innym herosom.
- David H. Lawrence XVII jako Eric Doyle
- Blake Shields jako Flint Gordon Jr.
- John Glover jako Samson Gray, ojciec Sylara.
- Jamie Hector jako Benjamin Knox Washington
- Ntare Guma Mbaho Mwine jako Usutu

### Występujące od sezonu czwartego
- Jack Wallace jako Arnold
- Deanne Bray jako Emma Coolidge, niesłysząca kobieta, która pracuje w tym samym szpitalu co Peter Petrelli.
- Harry Perry jako Damien
- Ray Park jako Edgar
- Todd Stashwick jako Eli
- Dawn Olivieri jako Lydia
- Andrew Connolly jako Joseph Sullivan
- Tessa Thompson jako Rebecca Taylor

## Inni
- Randall Bentley jako Lyle Bennet, brat Claire.
- Ashley Crow jako Sandra Bennet, matka Claire.
- Ned Schmidtke jako Martin Gray, wuj i adopcyjny ojciec Sylara.
- Ellen Greene jako Virginia Gray, matka Sylara.
- Saemi Nakamura jako Kimiko Nakamura, starsza siostra Hiro.
- Lisa Lackey jako Janice Parkman, była żona Matta Parkmana.
- Rena Sofer jako Heidi Petrelli, żona Nathana.
- Justin Evans oraz Jackson Wurth jako Simon i Monty Petrelli, synowie Nathana.
- Erick Avari jako Chandra Suresh, ojciec Mohindera.
- Carlon Jeffery jako Damon Dawson, młodszy brat Moniki.
- Nichelle Nichols jako Nana Dawson, babcia Moniki.